# New York Mercantile Exchange
A New York Mercantile Exchange (NYMEX) é uma bolsa de futuros de commodities de propriedade e operada pelo CME Group de Chicago. A NYMEX está localizada na One North End Avenue em Brookfield Place na seção Battery Park City de Manhattan, Nova York.
As duas principais divisões da empresa são a New York Mercantile Exchange e a Commodity Exchange, Inc (COMEX), antes bolsas de propriedade separada. A NYMEX traça sua história até 1882 e durante a maior parte de sua história, como era comum nas bolsas, foi de propriedade dos membros que negociavam lá. Mais tarde, a NYMEX Holdings, Inc., a antiga controladora da New York Mercantile Exchange e da COMEX, abriu seu capital e foi listada na Bolsa de Valores de Nova York em 17 de novembro de 2006, sob o símbolo NMX. Em 17 de março de 2008, o CME Group, com sede em Chicago, assinou um acordo definitivo para adquirir a NYMEX Holdings, Inc. por US$ 11,2 bilhões em dinheiro e ações e a aquisição foi concluída em agosto de 2008. Tanto a NYMEX quanto a COMEX agora operam como mercados de contrato designados (DCM) do CME Group. Os outros dois mercados de contratos designados no CME Group são a Chicago Mercantile Exchange e a Chicago Board of Trade.
A Bolsa Mercantil de Nova York lida com bilhões de dólares em transações de petróleo, transportadores de energia, metais e outras commodities sendo compradas e vendidas no pregão e nos sistemas de computador de negociação eletrônica durante a noite para entrega futura. Os preços cotados para transações na bolsa são a base para os preços que as pessoas pagam por várias commodities em todo o mundo.
O pregão do NYMEX é regulado pela Commodity Futures Trading Commission, uma agência independente do governo dos Estados Unidos. Cada empresa individual que negocia na bolsa deve enviar seus próprios corretores independentes. Portanto, alguns funcionários no pregão da bolsa representam uma grande corporação e os funcionários da bolsa apenas registram as transações e não têm nada a ver com o comércio real.
Embora majoritariamente eletrônico desde 2006, o NYMEX mantinha um pequeno local, ou "pit", que ainda praticava o sistema de negociação de viva voz, no qual os comerciantes empregavam gritos e gestos complexos com as mãos no pregão físico. Foi publicado um projeto para preservar os sinais manuais usados no NYMEX. A NYMEX fechou o "pit" permanentemente no final do pregão de sexta-feira, 30 de dezembro de 2016, devido à redução do volume.